# Silvestre de Troina
Silvestre de Troina (c. 1110 - Troina, 2 de enero de 1164) fue un abad basiliano, venerado como santo por la Iglesia Católica.

## Biografía
Silvestre, fue un monje basiliano, vivía en Troina en el monasterio de San Michele Arcangelo. Fue ordenado sacerdote por el Papa Adriano IV en 1155.
Murió el 2 de enero de 1164 en Troina, donde se había retirado para vivir como ermitaño.
- Datos: Q7516923